# 浩天國際控股集團
浩天國際控股集團有限公司，簡稱浩天國際控股集團（英語：Glory Sky International Holdings Group Limited），在2011年由台灣商人呂達凱成立於澳門。當時聲稱經營投資顧問、文創產業、影視娛樂、醫學美容，和餐飲。
但在澳門司警調查後，證實和詐騙澳門錢莊、售投資移民配額問題事件有關，而當時負責人下落不明，涉案金額約3,138萬澳門元；到了2016年7月尾，根據司警資料，該公司涉案金額便已達至1億澳門元。
除此之外，一名澳門商人Kelvin（化名）被騙1,000萬澳門元，因此越洋去到台灣向呂先生跟進事件，但不了了之。另外，浩天國國邀請香港著名導演高志森拍攝《我和春天有個約會》電影版，而高志森聽到消息事件後，表示成立浩天的非法集資事件沒有影響到電影拍攝，目前電影資金主要來自上海，與浩天已經沒有再聯絡。浩天旗下的富葰藝術中心和678文化創意園公司，則因欠租緣故而結業。